# Fibula van Rosmeer

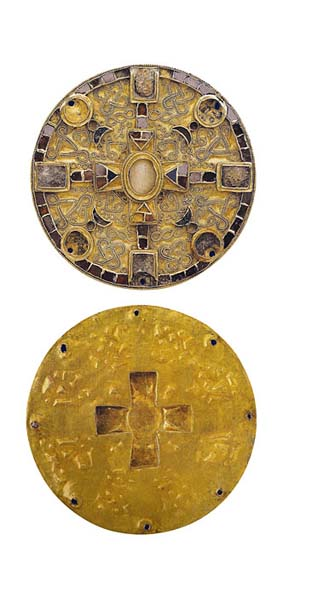
Gouden schijffibula van Rosmeer (Gallo-Romeins Museum in Tongeren)

De schijffibula van Rosmeer is een Merovingische gouden fibula en werd in 1969 gevonden tijdens opgravingen van een Merovingisch grafveld in de Belgische plaats Rosmeer.
In de 6e- en 7e-eeuwse christelijke Merovingische graven kwamen opvallend veel ronde fibulae voor. Deze ronde vorm leende zich goed voor het integreren van een kruisvorm. Het was een voorzichtige uiting van christelijk geloof in een cultuur die zich nog maar heel recent tot dat christendom bekeerd had. Het feit dat de fibula meegegeven werd in een graf illustreert deze overgangsperiode: het meegeven van grafgiften is geen christelijk gebruik. In hetzelfde graf werd een munt gevonden die werd geslagen tussen 610 en 620 n. Chr. Hierdoor kent men aan de fibula een algemene datering toe die gaat van eind 6e eeuw tot eind 7e eeuw.
Centraal op de fibula werd een verhoogd gelijkarmig of Grieks kruis geplaatst. Aan de achterkant van de schijf ziet men dit kruis verdiept (als uitgegraveerd). Deze holte was gevuld met een mengeling van witte klei en bijenwas; dit mengsel had een magisch-religieuze geladenheid. De velden tussen de armen van het kruis zijn versierd met filigraanwerk bestaande uit geparelde en gedraaide gouden filigraandraad. Het gebruik van de filigraantechniek is heel typerend voor de Merovingische edelsmeedkunst. Verder is de schijf met edelstenen bezet en opstaand gouden cellenwerk. In dit cellenwerk werden edelstenen gezet. Er werd ook gebruikgemaakt van de email cloisonné-techniek: een bepaalde hoeveelheid emailpoeder werd in de cellen gelegd waarna men het geheel opwarmde tot de poeder smolt tot een gekleurd, glasachtig materiaal.